# هيرميليندو ألبيرتي
هيرميليندو ألبيرتي (27 فبراير 1925 – 8 ديسمبر 2012) هو رياضي أرجنتيني تنافس في الألعاب الأولمبية الصيفية لعام 1948 في سباق 400 متر حواجز وسباق التتابع 4 × 400 متر، وفي كلا الحدثين احتل المركز الثالث في الجولة الأولى وفشل في التقدم.